# Savoulx
Savoulx (Savu in patois) è una frazione di Oulx nella Val di Susa. Prima del 1928 era un comune autonomo. Il paese ha ospitato l'uomo da tempi remoti, ma è stato menzionato per la prima volta in documenti ufficiali nel 1065 quando la popolazione è divenuta tributaria della Prevostura di San Lorenzo di Oulx appena elevata a quel ruolo dal vescovo Cuniberto di Torino. Invece il paese era dominato per parte feudale dai signori De Bardonnèche. A metà del Quattrocento è stata costruita la chiesa di San Gregorio Magno, sancendo il distacco da Oulx riguardo alle dipendenze religiose.
Nel 1616 Savoulx ottenne anche l'autonomia amministrativa, divenendo il 21º comune dell'Escarton d'Oulx.
Il paese situato a 1100 m s.l.m. con 346 residenti ha raggiunto il maggior numero di abitanti nel 1720 pochi anni dopo il passaggio della Valle dal Delfinato al Piemonte quando ne contava 580.
Le borgate di Savoulx sono:
- Clots (I' Clos)
- Meyer (I' Mii)
- Joans (I' Jon)
- Signols (Sinhòu)

Le targhe con i toponimi
Nelle borgate di Savoulx si possono notare le targhe riportanti toponimi, di origine remota e il cui significato è andato perduto. I toponimi sono stati raccolti su una guida con l'aiuto di abitanti d'ascendenza locale.
- Guiguet Daniela; Gallizio Silvia; Di Maio Marziano, Guida dei toponimi di Savoulx e Costans, Alzani, 2003

## Luoghi d'interesse
La chiesa parrocchiale

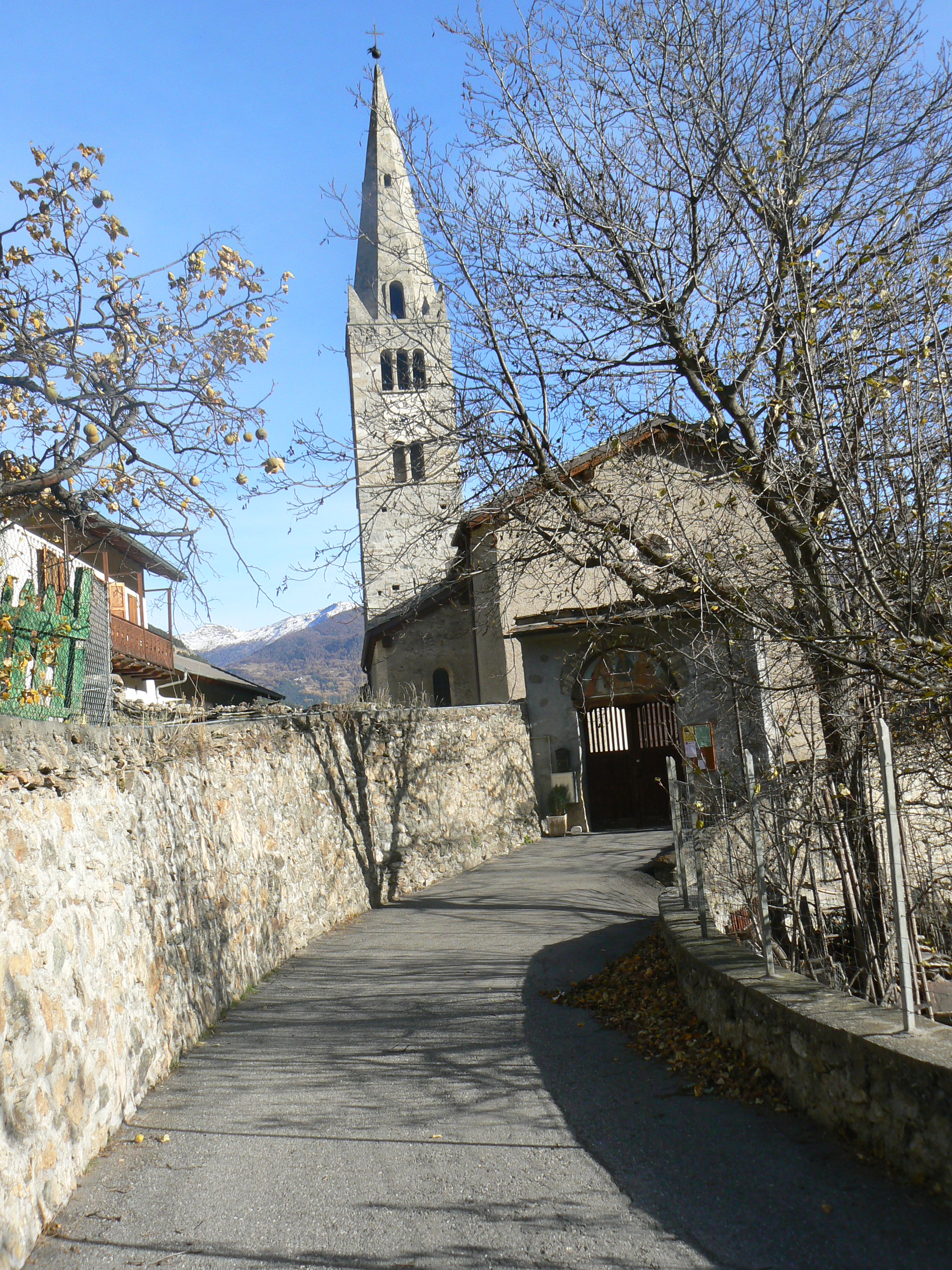
La Chiesa di San Gregorio Magno

Nel documento della Prevostura di Oulx viene citata della chiesa di Savoulx dedicata a San Gregorio. Durante un'inondazione la chiesa, che era situata presso il vecchio mulino, fu distrutta e si decise la costruzione di un nuovo edificio nella località dov'è ora. La decisione avvenne nel 1451 con il consenso della Prevostura e fu consacrata nel 1454. Nel XVI secolo ci furono ampliamenti, ristrutturazione di una facciata e abbellimenti. Il portale in legno scolpito, con serratura a gigli, risale allo stesso secolo e sono riportati le iniziali di San Gregorio Magno. La chiesa venne dotata di acquasantiera in marmo e di una Cantoria simile a quella di Névache. L'abside e il campanile risalgono al 1662 in stile delfinese, mentre l'interno dell'edificio è in stile gotico italiano.

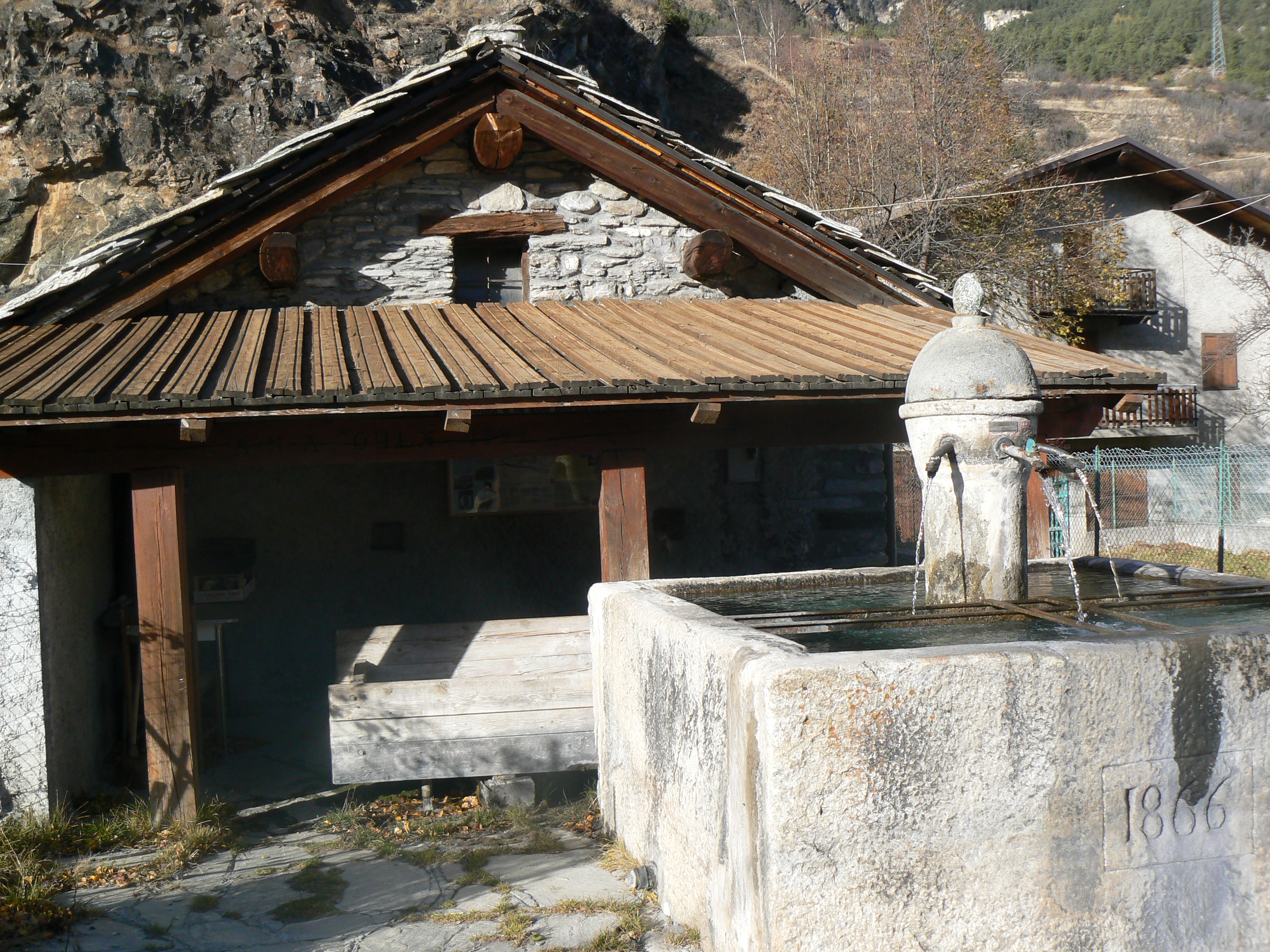
Forno del Mii

La Cappella di San Pancrazio (Joans)
L'edificio è situato nella borgata Joans (I' Jon) accanto al vecchio forno a legna. L'inizio dei lavori risale al 1625 e venne modificato nel tempo prendendo ben presto caratteristica di santuario. Ancora oggi si festeggia il giorno di San Pancrazio (12 maggio) con la benedizione del pane e la sua distribuzione dopo la funzione.
Forni e fontane
Nelle borgate di Savoulx possiamo incontrare vecchie fontane ed accanto un edificio adibito a forno comunitario. Il forno di Signols (L'Fur du Sinhòu) viene ancora utilizzato per cuocere il pane di segala e tradizionali torte di mele. Al centro di Savoulx troviamo il forno del Mii situato accanto all'edificio che era sede del Municipio fino al 1928.